# Герб на Рашка
Гербът на Рашка или Расция е във формата на щит на синьо поле с изобразени върху него три конски подкови обърнати надолу.
За първи път гербът на кралство Расция е зафиксиран в хералдически сборници от 16 век.
Гербът на Расция е даден отделно, и е различен от герба на Сърбия (огнивото) в Стематографията на Христофор Жефарович, който като автор на гербовия сборник се отбелязва „иллирïко рассïанскïи общïй зографъ“, но както съвсем корекно и точно издирва проф. Йордан Иванов, сам Жефарович в завещанието си се е нарекъл българин по народност.
Сръбската хералдика разглежда гербът на Расция свързано с хералдиката на т.нар. Стара Сърбия.